# Лучший гол недели TVGOLO
Лучший гол недели TVGOLO определяется путём выбора экспертов и интернет-голосования пользователей портала TVGOLO с октября 2007 года. Попадание голов в номинацию и определение победителя по итогам недели и сезона освещается различными независимыми СМИ по всему миру.

## Процедура выбора победителя
Каждую пятницу TVGOLO публикует на своём канале в YouTube клип с подборкой лучших, по их мнению, голов, забитых профессиональными командами за последнюю неделю. Каждому желающему предлагается перейти на сайт проекта и проголосовать за один, лучший по мнению пользователя, гол. Оставить свой голос можно неограниченное количество раз. Пользователи также могут порекомендовать гол для в ключения в номинацию следующей недели, обратив на него внимание в комментариях к последнему из выложенных роликов, о чём заявленно в описании каждого видео.
В середине лета эксперты сайта делают подборку лучших голов прошедшего сезона («осень — весна»), из которой выбираются две лучших пятёрки взятий ворот: по мнению экспертов сайта и по мнению участников интернет-голосования.

## Лучшие голы сезона
Жирным выделена команда автора гола.

### 2007/08

#### Мнение пользователей
| № | Игрок             | Команда1           | Счёт | Команда2            | Дата            | Турнир                      | Голосов |
| - | ----------------- | ------------------ | ---- | ------------------- | --------------- | --------------------------- | ------- |
| 1 | Педро Моралес     | Чили (до 21)       | 2:1  | Кот-д’Ивуар (до 21) | 27 мая 2008     | Тулонский турнир 2008       | 2248    |
| 2 | Макси Перейра     | Бенфика (Лиссабон) | 1:1  | Милан               | 28 ноября 2007  | Лига чемпионов УЕФА 2007/08 | 963     |
| 3 | Криштиану Роналду | Манчестер Юнайтед  | 2:0  | Портсмут            | 30 января 2008  | Чемпионат Англии 2007/08    | 881     |
| 4 | Тарик Сектьюи     | Порту              | 2:1  | Олимпик (Марсель)   | 6 ноября 2007   | Лига чемпионов УЕФА 2007/08 | 685     |
| 5 | Нани              | Манчестер Юнайтед  | 4:1  | Мидлсбро            | 27 октября 2007 | Чемпионат Англии 2007/08    | 579     |

#### Мнение команды TVGOLO
| № | Игрок             | Команда1          | Счёт | Команда2          | Дата           | Турнир                      |
| - | ----------------- | ----------------- | ---- | ----------------- | -------------- | --------------------------- |
| 1 | Сюнсукэ Накамура  | Селтик            | 2:1  | Рейнджерс         | 16 апреля 2008 | Чемпионат Шотландии 2007/08 |
| 2 | Криштиану Роналду | Манчестер Юнайтед | 2:0  | Портсмут          | 30 января 2008 | Чемпионат Англии 2007/08    |
| 3 | Кевин Нолан       | Болтон Уондерерс  | 1:1  | Блэкберн Роверс   | 13 января 2008 | Чемпионат Англии 2007/08    |
| 4 | Стив Савидан      | Валансьен         | 1:2  | Ланс              | 23 января 2008 | Чемпионат Франции 2007/08   |
| 5 | Тарик Сектьюи     | Порту             | 2:1  | Олимпик (Марсель) | 6 ноября 2007  | Лига чемпионов УЕФА 2007/08 |

### 2008/09

#### Мнение пользователей
| № | Игрок             | Команда1           | Счёт | Команда2          | Дата            | Турнир                           |
| - | ----------------- | ------------------ | ---- | ----------------- | --------------- | -------------------------------- |
| 1 | Клейтон Шавьер    | Коло-Коло          | 0:1  | Палмейрас         | 29 апреля 2009  | Кубок Либертадорес 2009          |
| 2 | Криштиану Роналду | Порту              | 0:1  | Манчестер Юнайтед | 15 апреля 2009  | Лига чемпионов УЕФА 2008/09      |
| 3 | Анхель Ди Мария   | Бенфика (Лиссабон) | 4:1  | Ольяненсе         | 14 января 2009  | Кубок португальской лиги 2008/09 |
| 4 | Графите           | Вольфсбург         | 5:1  | Бавария (Мюнхен)  | 4 апреля 2009   | Чемпионат Германии 2008/09       |
| 5 | Йоанн Гуркюфф     | Бордо              | 2:1  | Тулуза            | 18 октября 2008 | Чемпионат Франции 2008/09        |

#### Мнение команды TVGOLO
| № | Игрок             | Команда1    | Счёт | Команда2             | Дата            | Турнир                      |
| - | ----------------- | ----------- | ---- | -------------------- | --------------- | --------------------------- |
| 1 | Графите           | Вольфсбург  | 5:1  | Бавария (Мюнхен)     | 4 апреля 2009   | Чемпионат Германии 2008/09  |
| 2 | Йоанн Гуркюфф     | Бордо       | 2:1  | Тулуза               | 18 октября 2008 | Чемпионат Франции 2008/09   |
| 3 | Криштиану Роналду | Порту       | 0:1  | Манчестер Юнайтед    | 15 апреля 2009  | Лига чемпионов УЕФА 2008/09 |
| 4 | Карел Питак       | Маттерсбург | 2:4  | Ред Булл (Зальцбург) | 30 ноября 2008  | Чемпионат Австрии 2008/09   |
| 5 | Реми Мареваль     | Нант        | 1:1  | Олимпик (Марсель)    | 29 октября 2008 | Чемпионат Франции 2008/09   |

### 2009/10

#### Мнение пользователей
| № | Игрок           | Команда1                   | Счёт | Команда2           | Дата            | Турнир                     | Голосов |
| - | --------------- | -------------------------- | ---- | ------------------ | --------------- | -------------------------- | ------- |
| 1 | Кайо Алвес      | Айнтрахт (Франкфурт-на-М.) | 3:2  | Байер 04           | 3 апреля 2010   | Чемпионат Германии 2009/10 | 2821    |
| 2 | Кафу            | Анортосис                  | 3:0  | Докса (Катокопиас) | 6 февраля 2010  | Чемпионат Кипра 2009/10    | 1591    |
| 3 | Давид Сильва    | Испания                    | 6:0  | Польша             | 8 июня 2010     | Товарищеский матч          | 1522    |
| 4 | Анхель Ди Мария | Бенфика (Лиссабон)         | 2:1  | АЕК (Афины)        | 17 декабря 2009 | Лига Европы 2009/10        | 1310    |
| 5 | Марек Ганцарчик | Лехия                      | 1:1  | Слёнск             | 29 августа 2009 | Чемпионат Польши 2009/10   | 991     |

#### Мнение команды TVGOLO
| № | Игрок                  | Команда1       | Счёт | Команда2    | Дата            | Турнир                    |
| - | ---------------------- | -------------- | ---- | ----------- | --------------- | ------------------------- |
| 1 | Неймар                 | Сантос         | 10:0 | Навирайенсе | 10 марта 2010   | Кубок Бразилии 2010       |
| 2 | Майкон                 | Интернационале | 2:0  | Ювентус     | 16 апреля 2010  | Чемпионат Италии 2009/10  |
| 3 | Кайо дас Поссес Фиглер | Риу-Бранку     | 3:0  | Серра       | 11 октября 2009 | Кубок Эспириту-Санту 2009 |
| 4 | Линус Халлениус        | Сюрианска      | 0:2  | Хаммарбю    | 20 июня 2010    | Суперэттан 2010           |
| 5 | Давид Сильва           | Испания        | 6:0  | Польша      | 8 июня 2010     | Товарищеский матч         |

### 2010/11

#### Мнение пользователей
| № | Игрок              | Команда1          | Счёт | Команда2           | Дата          | Турнир                       | Голосов        |
| - | ------------------ | ----------------- | ---- | ------------------ | ------------- | ---------------------------- | -------------- |
| 1 | Сергей Давыдов     | ЦСКА (Москва)     | 1:1  | Кубань             | 29 мая 2011   | Чемпионат России 2011/12     | 13,43 % (6030) |
| 2 | Фредди Гуарин      | Порту             | 4:1  | Бенфика (Лиссабон) | 8 января 2011 | Чемпионат Португалии 2010/11 | 12,35 % (5545) |
| 3 | Джовани дос Сантос | США               | 2:4  | Мексика            | 25 июня 2011  | Золотой кубок КОНКАКАФ 2011  | 7,62 % (3421)  |
| 4 | Радамель Фалькао   | Порту             | 5:0  | Бенфика (Лиссабон) | 7 ноября 2010 | Чемпионат Португалии 2010/11 | 7,12 % (3194)  |
| 5 | Николас Гайтан     | Пасуш де Феррейра | 1:5  | Бенфика (Лиссабон) | 21 марта 2011 | Чемпионат Португалии 2010/11 | 6,86 % (3078)  |

#### Мнение команды TVGOLO
| № | Игрок              | Команда1          | Счёт | Команда2          | Дата            | Турнир                      |
| - | ------------------ | ----------------- | ---- | ----------------- | --------------- | --------------------------- |
| 1 | Хамит Алтынтоп     | Казахстан         | 0:3  | Турция            | 3 сентября 2010 | Квалификация Евро 2012      |
| 2 | Джовани дос Сантос | США               | 2:4  | Мексика           | 25 июня 2011    | Золотой кубок КОНКАКАФ 2011 |
| 3 | Уэйн Руни          | Манчестер Юнайтед | 2:1  | Манчестер Сити    | 12 февраля 2011 | Чемпионат Англии 2010/11    |
| 4 | Самир Насри        | Арсенал (Лондон)  | 2:1  | Фулхэм            | 4 декабря 2010  | Чемпионат Англии 2010/11    |
| 5 | Гарет Бейл         | Сток Сити         | 1:2  | Тоттенхэм Хотспур | 21 августа 2010 | Чемпионат Англии 2010/11    |